# Тарантога
Астрал Стерну Тарантога (пол. Astral Sternu Tarantoga) — учёный-космозоолог и изобретатель, герой многих произведений польского писателя Станислава Лема. Соратник Ийона Тихого. В книгах является человеком. В мультфильме «Из дневников Ийона Тихого. Путешествие на Интеропию» является фомальгаутянином (существом с четырьмя верхними щупальцами и некоторым количеством нижних, которые скрывает халат). В сериале «Ийон Тихий: Космопилот» представляет собой трёхглазого и двуносого гуманоида, потерявшего руку в ходе опытов с телепортацией. Замысел писателя столкнул А. С. Тарантогу с необычными ситуациями, необычными людьми (и другими существами) и серьёзными проблемами вселенского масштаба.
Произведения о Тарантоге написаны с иронией, в них пародируются литературные и кинематографические штампы фантастики, при этом затрагиваются серьёзные вопросы науки, социологии, философии. Например, в пьесе «Путешествие профессора Тарантоги» рассматриваются помимо всего прочего пути развития человеческой цивилизации — на примере других инопланетных существ, очень похожих на людей.

## Изобретения Тарантоги
- жидкость для выведения неприятных воспоминаний;
- деньги с горизонтальной восьмеркой, обозначающие бесконечно большую сумму денег;
- специальный порошок для прессовки облаков в соответствующие формы, для увеличения их плотности и долговечности;
- аппаратура для полезного применения энергии, которую бесполезно растрачивают дети;
- замедлитель времени;
- странствователь, чаще подобные устройства именуют телепортаторами, телепортами и т. п.;
- хрономат (машина времени);
- вещество для выкрашивания темноты в разные цвета.

## Произведения с участием Тарантоги

### Эпизодическое участие
- Сб. рассказов «Звёздные дневники Ийона Тихого»;
- Сб. рассказов «Из воспоминаний Ийона Тихого»;
- Повесть «Футурологический конгресс»;
- Роман «Осмотр на месте»;
- Роман «Мир на Земле».

В этих книгах Тарантога является собирательным образом учёного, совершающего подвиги для науки, легко перемещающимся по Вселенной, общающимся с разумными (и не очень) существами. Кроме того, согласно задумке Станислава Лема, Тарантога является единственным человеком, благодаря которому были изданы сочинения Ийона Тихого.

### Главный герой
Из т. н. цикла «Четыре пьесы о профессоре Тарантоге» (в скобках — годы первой публикации на языке оригинала и на русском):
- «Путешествие профессора Тарантоги» (1963, 1964);
- «Черная комната профессора Тарантоги» (1963, 1968);
- «Странный гость профессора Тарантоги» (1963, 1965);
- «Приемные часы профессора Тарантоги» (1975, 1987).

В этих пьесах образ Тарантоги более реалистичен, здесь он почти что является современником Станислава Лема. Тарантога проживает в Польше, проводит опыты, совершает невероятные открытия, занимается наукой ради науки.

### У других авторов
В повести А. и Б. Стругацких «Понедельник начинается в субботу» упоминается феномен Тарантоги — мгновенная телепортация:

...нуль-транспортировки, хорошо известной любителям научной фантастики также под псевдонимами: гиперпереход, репагулярный скачок, феномен Тарантоги...

## Экранизации
- Чёрная комната профессора Тарантоги (пол. Czarna komnata profesora Tarantogi). Польша, 1964;
- Странный гость профессора Тарантоги (пол. Dziwny gość profesora Tarantogi). Польша, 1971;
- Профессор Тарантога и его странный гость (нем. Professor Tarantoga und sein seltsamer Gast). ГДР, 1979.